# 療痔病經
《療痔病經》（梵文：Arśapraśamanasūtra，藏文：Gshan ḥbrum rab-tu shi-bar-byed-paḥi mdo），又名《療痔瘻經》，由唐代高僧義淨所譯，收錄於大正藏密教部第21冊、乾隆藏小乘單譯經58冊第734部，另於嘉興藏、永樂北藏、開寶藏、中華藏、高麗藏等藏經中皆有收錄此經。根本說一切有部尼陀那第二卷中亦載有此呪。

佛說療痔病經

## 緣起
當時，釋迦牟尼佛駐錫在王舍城（梵語：Rājagṛha）的竹林精舍，隨行有眾多的比丘身患痔病非常的痛苦，這時佛陀的侍者阿難尊者見到比丘們為此痛苦不堪，便向釋迦佛陀請求療治痔病的方法，釋迦牟尼佛藉此因緣說法，同時傳授袪除痔病的咒語，這是《療痔病經》的說法緣起。

## 內容
《療痔病經》全經文不足500字，主要解說了痔病的種類以及療病的兩個咒語，並說明用心讀誦此經，也為他人廣爲宣說，則痔病可除。

### 原文
如是我聞。一時薄伽梵。在王舍大城竹林園中。與大苾芻眾五百人俱。時有眾多苾芻身患痔病。形體羸瘦痛苦縈纏。於日夜中極受憂惱。時具壽阿難陀見是事已詣世尊所。頂禮雙足在一面立。白佛言：＂世尊，今王舍城多有苾芻。身患痔病形體羸瘦痛苦縈纏。於日夜中極受憂惱。世尊此諸痔病云何救療。尔时佛告阿難陀：汝可聽此療痔病經。讀誦受持繫心勿忘。亦於他人廣為宣說。此諸痔病悉得除殄。所謂風痔熱痔癊痔三合痔。血痔腹中痔鼻內痔。齒痔舌痔眼痔耳痔。頂痔手足痔脊背痔糞門痔。遍身支節所生諸痔。如是痔瘺悉皆乾燥。墮落消滅畢差無疑。皆應誦持如是神咒。即說咒曰：怛姪他。頞闌帝。頞藍謎。室利鞞。室里室里。磨羯失質。三婆跋睹。莎訶。
阿難陀於此北方有大雪山王。中有大婆羅樹名曰難勝。有三種華。一者初生。二者圓滿。三者乾枯。猶如彼華乾燥落時。我諸苾芻所患痔病亦復如是。勿復血出亦勿膿流。永除苦痛悉皆平复，即令乾燥。又復若常誦此經者。得宿命住，智能憶過去七生之事。咒法成就，莎訶。又說咒曰：怛姪他。占米占米。捨占米。占沒儞。捨占泥。莎訶。 佛說是經已。時具壽阿難陀及諸大眾。皆大歡喜信受奉行。

## 外部連結
- 大正藏第 21 冊 No. 1325 療痔病經 （页面存档备份，存于）